# Ronald Ross
Sir Ronald Ross KCB FRS (Almora, Índia 1857 - Londres, Anglaterra 1932) fou un metge, entomòleg i professor universitari britànic guardonat amb el Premi Nobel de Medicina o Fisiologia l'any 1902.

## Biografia
Va néixer el 13 de maig de 1857 a la ciutat india d'Almora, població situada a l'estat d'Uttaranchal de l'Índia i que en aquells moments formava part de l'imperi Britànic. Va estudiar medicina a l'Hospital de St. Bartholomew de Londres, entrant a formar part de l'exèrcit britànic el 1881.
El 1889 fou nomenat professor de medicina tropical a l'Escola de Medicina Tropical de Liverpool, i el 1901 fou escollit membre de la Royal Society de Londres, de la qual fou vicepresident entre 1911 i 1913. L'any 1911 fou nomenat Comandant de l'Orde del Bany amb el títol de "sir" pel rei Eduard VII del Regne Unit.
Morí el 16 de setembre de 1932 a l'Institut Ross de Londres com a conseqüència d'una llarga malaltia.

## Recerca científica
El 1889, mentre dirigiria una expedició a l'Àfrica occidental, va iniciar la seva recerca en la transmissió i control de la malària, observant la presència de mosquits portadors de la malaltia i organitzant el seu extermini a gran escala. El 1895 va iniciar a Calcuta una sèrie d'experiments que van demostrar que la malària és transmesa pels mosquits i va descobrir també el cicle vital del paràsit de la malària en el mosquit Anopheles. L'any 1902 fou guardonat amb el Premi Nobel de Medicina o Fisiologia per les seves investigacions sobre la malària i la vinculació d'aquesta amb els mosquits.
Durant la seva carrera activa va advocar per la tasca de la prevenció de la malària en diversos països. Així, va realitzar exàmens i va iniciar plans de sanejament en molts indrets, incloent l'Àfrica Occidental, la zona del canal de Suez, Grècia, les Illa Maurici, Xipre, i en la major part de les àrees afectades per la Primera Guerra Mundial. Fou el primer a crear organitzacions per a la prevenció de la malària en les zones industrials de les actuals Índia i Sri Lanka i va fer moltes contribucions a l'epidemiologia de la malària i als mètodes de la seva transmissió i expansió, realitzant models matemàtics per l'estudi de la seva epidemiologia.